# Ми заспівали, розійшлись…
«Ми заспівали, розійшлись…» — вірш Тараса Шевченка, написаний ним 1850 року в Оренбурзі.

## Написання
Зберігся чистовий автограф вірша у «Малій книжці». Автограф не датований. Вірш датується дослідниками за місцем автографа у «Малій книжці» серед творів 1850 року (під № 2 у першому зшитку за 1850 рік) та часом перебування Шевченка в Оренбурзі в січні—квітні 1850-го, орієнтовно: січень — квітень 1850 року, та місцем написання Оренбург.
Єдиний відомий текст — автограф у «Малій книжці», до якої вірш переписано в Оренбурзі з невідомого автографа на початку 1850 року, не пізніше 23 квітня 1850-го — дня арешту поета.

## Публікація
Вперше вірш надруковано у виданні: «Кобзарь Тараса Шевченка / Коштом Д. Е. Кожанчикова» 1867 року (СПб., стор. 562), за «Малою книжкою».

## Мотиви
Створення вірша пов'язане, ймовірно, з реальною подією: прощанням поета зі своїми друзями — Ф. М. Лазаревським, який наприкінці грудня 1849 року надовго залишив місто, й С. П. Левицьким, якого на початку 1850 року переведено на службу до С.-Петербурга, а також із О. І. Бутаковим та К. Є. Поспєловим, які навесні 1850 року знову виїхали у степ.